# Милн, Мэтт
Мэ́ттью (Мэтт) Нил Милн (англ. Matthew "Matt" Neil Milne, род. 18 ноября 1990, Херефорд, Херефордшир, Англия) — начинающий английский актёр. Наиболее известен по роли Альфреда Ньюджента в телесериале «Аббатство Даунтон».

## Биография
Милн родился в Херефорде, графство Херефордшир, где его отец был садовником. Он учился в колледже Херефорда (англ. Hereford Sixth Form College) и окончил Университет восточной Англии (англ. University of East Anglia).

## Фильмография
| Год       |     | Русское название  | Оригинальное название  | Роль                  |
| --------- | --- | ----------------- | ---------------------- | --------------------- |
| 2011      | ф   | Боевой конь       | War Horse              | Эндрю Истон           |
| 2012      | ф   | Гнев титанов      | Wrath of the Titans    | страж №1              |
| 2012—2013 | с   | Аббатство Даунтон | Downton Abbey          | Альфред Ньюджент      |
| 2014      | кор | Мармелад          | Marmalade              | Рори                  |
| 2014      | кор |                   | Process                | мужчина               |
| 2015      | ф   | Душа шпиона       | Dusha Shpiona          | дополнительные голоса |
| 2016      | кор |                   | Arnika                 | Пол                   |
| 2016      | ф   |                   | Modern Life Is Rubbish | Гас                   |